# 벨라루스의 국기

벨라루스의 국기 비율 1:2

벨라루스의 국기(벨라루스어: Сцяг Рэспублікі Беларусь)는 1995년 6월 7일에 실시된 국민투표를 통해 제정되었으며 현재의 국기는 2012년에 약간 수정되었다.
현재의 국기는 소련 시절이었던 1951년부터 1991년까지 사용되었던 벨로루시 소비에트 사회주의 공화국의 국기에 그려져 있던 노란색 낫과 망치, 노란색 별 디자인을 삭제한 형태의 디자인이다. 1991년부터 1995년까지는 하얀색, 빨간색, 하얀색 세 개의 가로 줄무늬로 구성된 백적백기를 사용하였지만 1995년에 알렉산드르 루카셴코 대통령에 의해 공적으로 사용하는 것이 금지되었고 현재는 벨라루스의 반정부, 반체제 인사 사이에서 사용된다.
빨간색과 초록색 두 가지 색으로 구성된 가로 줄무늬가 2:1 비율로 그려져 있으며 깃대 쪽으로 하얀색 세로 줄무늬가 그려져 있다. 하얀색 세로 줄무늬 안에는 벨라루스의 전통 문양이 빨간색으로 새겨져 있다.
빨간색은 벨라루스의 영광스러운 역사를, 초록색은 벨라루스의 삼림과 대지, 미래의 희망을, 하얀색은 벨라루스의 전통 의상을 의미한다. 전통 문양은 벨라루스의 전통적인 문화와 이의 정신적인 계승, 벨라루스 국민의 단결을 의미한다. 전통 문양의 디자인은 1917년에 제정되었다.

## 규격과 색상
벨라루스의 국기 규격과 색상은 다음과 같다.

벨라루스의 국기 규격

| 색상 | 하양                  | 빨강                | 초록               |
| ---- | --------------------- | ------------------- | ------------------ |
| RGB  | 255–255–255 (#FFFFFF) | 206–23–32 (#CE1720) | 0–124–48 (#007C30) |

## 여러 가지 기

대통령기
공군기

## 이전의 국기

갈리치아-볼히니아 왕국의 국기 (1199년 (공국), 1253년 (대공국) - 1349년)
리투아니아 대공국의 국기(1236년 경-1795년)
벨라루스 인민공화국의 국기 (1918년-1919년)
리투아니아-벨로루시 소비에트 사회주의 공화국의 국기 (1919년)
벨로루시 소비에트 사회주의 공화국의 국기 (1927년-1937년)
벨로루시 소비에트 사회주의 공화국의 국기 (1937년-1951년)
벨로루시 소비에트 사회주의 공화국의 국기 (1951년-1991년)
벨라루스의 국기 (1991년-1995년)
벨라루스의 국기 (1995년-2012년)
벨라루스의 대통령기 (1997년-2012년)
알렉산드르 루카셴코 대통령이 제안한 벨라루스의 국기 디자인